# Moeritheriidae
Moeritheriidae – jedne z najprymitywniejszych i najstarszych znanych trąbowców. Pierwsze skamieniałości Moeritherium odkrył Charles Andrews w 1901 r. w sławnej niecce El Fayoum w Egipcie w osadach późnoeoceńskich około 37-35 milionów lat temu. Nazwa tego rodzaju oznacza "zwierzę z jeziora Moeris".
Moeritherium niewiele przypominało wyglądem dzisiejsze słonie. Przedstawiciele tego rodzaju nie przekraczali wysokości 70 cm w kłębie i ważyli co najwyżej 250 kg. Mieli długie, walcowate ciała przywodzące na myśl raczej świnię niż słonia. Kończyny były bardzo krótkie i pięciopalczaste. Czaszka była niska i wydłużona z silnie powiększonymi siekaczami. Druga para siekaczy w każdej szczęce tworzyła niewielkie ciosy. Trąba nie była jeszcze wykształcona, co najwyżej moeriteria posiadały ryj podobny jak u tapirów. Oczy i uszy były umieszczone wysoko na głowie, dodatkowo oczodoły były przesunięte bardzo blisko przodu pyska. Wszystkie te przystosowania świadczą o ziemnowodnym trybie życia. Zasiedlały one zbiorniki wodne, jeziora oraz estuaria rzeczne odżywiając się wodną roślinnością.
Moeriteriidae były wczesną, boczną gałęzią rozwojowa trąbowców. Nie zostawiły po sobie potomków i wymarły w oligocenie.
Opisano zaledwie dwa gatunki należące do tej rodziny: Moeritherium lyonsi i M. trigodon.